# El Chico Rojo
El Chico Rojo es el nombre popular de un retrato hecho en 1825 por Thomas Lawrence. Originalmente se tituló Maestro Lambton y representa a Charles William Lambton, el hijo mayor de John Lambton (más tarde, conde de Durham).

## Historia
El retrato de Charles William Lambton, de siete años fue pintado para el padre por Thomas Lawrence por el precio de 600 guineas, y fue completado en 1825.
William T. Whitley, en el Arte de Inglaterra 1821-1837 (1930) afirma que un escritor contemporáneo en News of Literature and Fashion informó que Lawrence, originalmente pintó la ropa del chico en amarillo. John Lambton insistió a Lawrence sobre la inconveniencia del color, hasta que consiguió cambiarlo por carmesí.
La muerte del tercer Conde de Durham en 1928, y del cuarto conde un año más tarde, en 1929 trajo consigo una fuerte carga en concepto de impuestos sucesorios. Como el quinto conde Lambton utilizaba el castillo solo ocasionalmente, lo cerró, y organizó una subasta de su valioso mobiliario y sus pinturas en 1932, incluido El Chico Rojo. Sin embargo, después de dos años, la reserva no fue satisfecha después de cada oferta, y la pintura quedó sin vender en 1934.
En 1929, la pintura fue exhibida en la North East Coast Ehibition, y luego, en 1934 en la casa Bessie Surtees, ambas en Newcastle upon Tyne. Fue también exhibido como parte de una exposición paralela al Festival de Gran Bretaña en el Museo Bowes en 1951, y otra vez allí en 1988.